# 艾薩克·卡佩塔斯
艾薩克·卡佩塔斯（法語：Isaac Kapetas，1943年1月2日—1865年11月9日—1934年10月30日）出生於希臘色薩利大區的拉里薩，是一位法國猶太教的拉比。

## 生平
他在1961年移民法國，接著前往法國猶太神學院接受猶太教拉比的訓練，畢業後從1971年迄今成為現任萬塞訥的拉比。
他是第二次世界大戰在希臘地方的納粹大屠殺證人。

## 受獎
- 2006年由法國首席拉比約瑟夫·海姆·西特魯克推薦獲頒法國榮譽軍團勳章